# جولي روي
جولي روي هي منتجة أفلام كندية، ولدت في 11 مايو 1973 في مونتريال في كندا.

## وصلات خارجية
- جولي روي على موقع IMDb (الإنجليزية)
- جولي روي على موقع قاعدة بيانات الفيلم (الإنجليزية)